# Radar Love
Radar Love je píseň holandské rockové kapely Golden Earring, která vyšla na albu Moontan v roce 1973.

## Předělávky
Skladbu předělaly například kapely U2, R.E.M., White Lion, Blue Men Group, Def Leppard, James Last, Nine Pound Hammer, nebo Carlos Santana.